# Thalkirchen metróállomás
A Thalkirchen (Tierpark) egy metróállomás Németországban, a bajor fővárosban, Münchenben a müncheni metró U3-as vonalán.

## Nevezetességek a közelben
- Tierpark Hellabrunn

## Metróvonalak
Az állomást az alábbi metróvonalak érintik:
- U3

## Kapcsolódó állomások
A metróállomáshoz az alábbi állomások vannak a legközelebb:
- Brudermühlstraße (Moosach, U3)
- Obersendling (Fürstenried West, U3)

## Útvonal
| Vonal | Állomások |
| ----- | --- |
| U3    | Moosach – Moosacher St.-Martins-Platz – Olympia-Einkaufszentrum – Oberwiesenfeld – Olympiazentrum – Petuelring – Scheidplatz – Bonner Platz – Münchner Freiheit – Giselastraße – Universität – Odeonsplatz – Marienplatz – Sendlinger Tor – Goetheplatz – Poccistraße – Implerstraße – Brudermühlstraße – Thalkirchen – Obersendling – Aidenbachstraße – Machtlfinger Straße – Forstenrieder Allee – Basler Straße – Fürstenried West |

## Átszállási kapcsolatok
| U3 (Moosach ↔ Fürstenried West) |                        |
| Állomás                         | Átszállási kapcsolatok |
| Thalkirchen (Tierpark)          | 135                    |